# チェコ共和国軍
チェコ共和国軍（チェコきょうわこくぐん、チェコ語: Armáda České republiky）は、チェコ共和国の軍事組織である。実際は首相率いる内閣の統制下にあるため、大統領は名目上の最高司令官である。

## 歴史
1918年、第一次世界大戦の結果として独立したチェコスロバキアの軍（チェコスロバキア軍）として編成された。1939年、チェコスロバキア併合が行われると軍は分散し、ポーランド軍（チェコスロバキア軍団）、フランス陸軍、イギリス空軍、イギリス陸軍（第1チェコスロバキア機甲旅団）、赤軍（第1軍団）に加わった。1945年末には、4個飛行隊がイギリス空軍からチェコスロバキアに帰還している。
1950年代から1992年まで、チェコスロバキア人民軍（Československá lidová armáda、ČSLA）として知られた。これは、1945年に四散していたチェコ及びスロバキアの軍人がチェコスロバキアに帰還し、1948年のチェコスロバキア政変により西側諸国に属した軍人が追放されたことに始まるものである。なお、チェコ事件においては何ら抵抗を行わず、事態終結後にソビエト連邦によって再編されている。
冷戦を通じてソ連製の兵器を主軸に、自国産の兵器で補完する体制を採っていた。とくに前近代から工業化が進んでいたチェコスロバキア地域では兵器製造も盛んであり、旧ワルシャワ条約機構加盟国の共通ジェット練習機として採用されたL-29やその後継のL-39は東西陣営・軍民の枠組みを越えて各方面から高い評価を得ている。冷戦末期から現代にかけて、これらの機体は西側諸国の最新機器を導入することでさらなる改良が進められており、L-59練習機やL-159軽攻撃機などへと発展するなど、その基本設計の優秀さを証明している。
チェコスロバキア解体にともない、チェコ共和国の国軍は1993年に再創設された。創設時の兵力は9万人、これが1997年には65,000人（11個師団、空軍）、1999年には63,601人に減少した。その後も減勢を続け、2012年には文官と合わせて29,992人まで減少している。同時に装備の近代化とより防衛的な性格への再編が進行し、2004年には徴兵制を廃止する代わりに予備役の運用を開始した。
北大西洋条約機構（NATO）には、1999年3月12日に加盟している。
チェコ共和国は国際連合と欧州安全保障協力機構の一員であり、多くの作戦・活動に参加している。その中にはデイトン合意に基づくボスニア・ヘルツェゴビナへの展開や、湾岸戦争が含まれている。

## 組織構成

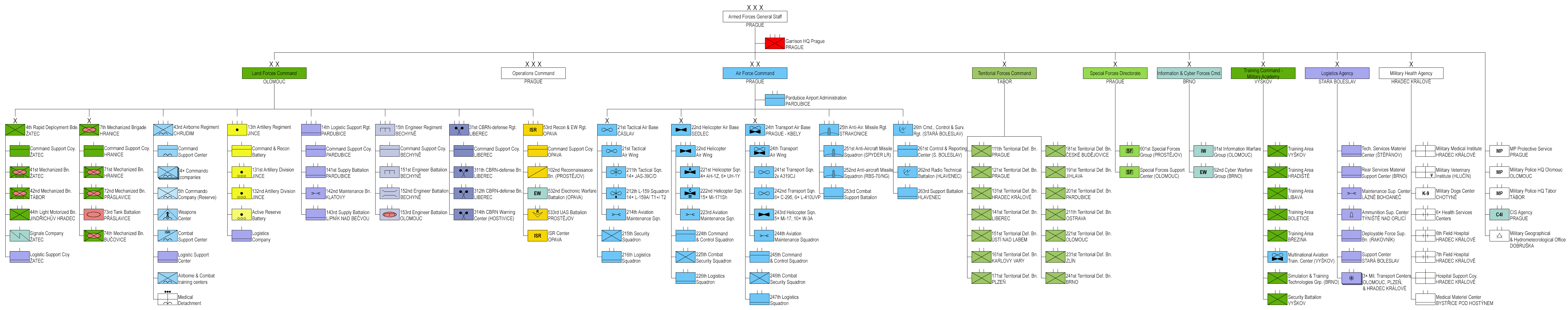
構成

軍は、プラハの参謀本部の下に第601特殊部隊、統合軍（オロモウツ）と支援コマンドを置く。統合軍は、陸軍、空軍、訓練コマンドと直轄の技術部隊を持つ。

### 陸軍
陸軍は機械化2個旅団（ジャテツ、フラニツェ・ナ・モラヴィェ）と砲兵1個旅団（インツェ）の計3個旅団を保有している。

### 空軍

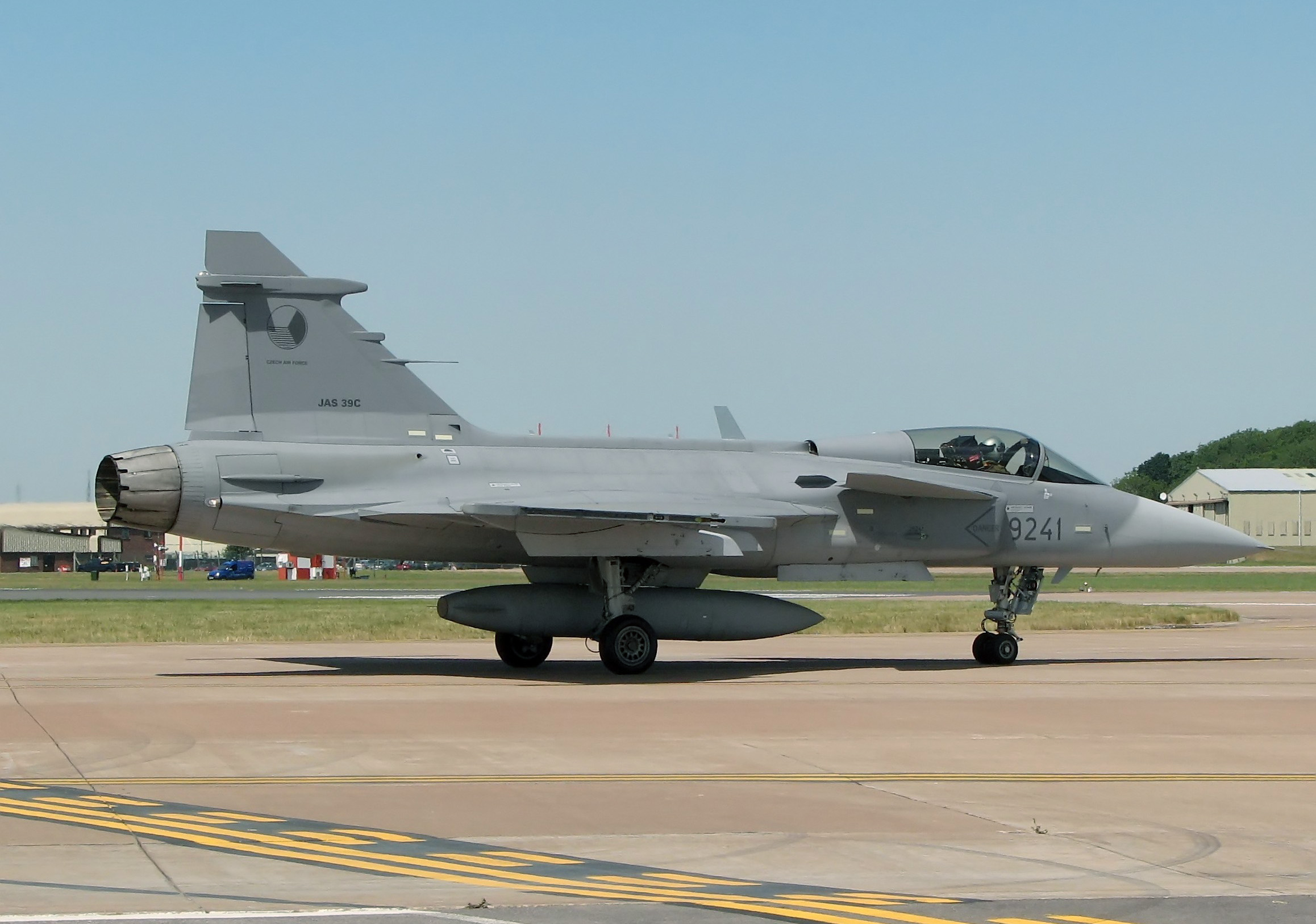
空軍のJAS-39

空軍はスウェーデン製JAS 39 グリペン超音速ジェット多用途戦闘機14機と自国製L-159亜音速ジェット軽攻撃機24機を固定翼作戦機の主力としており、回転翼機としては旧ソ連・ロシア製Mi-24とその発展型Mi-35を24機運用している。
防空旅団も空軍の管轄であり、ストラコニツェに基地を置く。

### 予備役
予備役（チェコ語: Aktivní záloha）は、チェコ共和国軍の一部であり、軍に対する好意的な感情を作り出している。志願者は8週間の訓練を要し、年に3週間以下の勤務と2週間までの非軍事的な危機に対する招集が行われる。予備役が海外派兵の対象となることは無く、現在ではミリタリーショーに動員される程度である。なお予備役への志願の資格は、過去に徴兵された人に限られる。

## 装備
チェコはヨーロッパ通常戦力条約の加盟国であり、これによって戦車957両、装甲戦闘車両1368両、100mm以上の砲767門、戦闘用固定翼機230機、戦闘用回転翼機50機に制限されている。

### 陸軍

#### 戦車
- レオパルト 2A8 ×77両調達中
- レオパルト2A4 ×28 14両調達中
- T-72M4CZ ×30
- T-72M1

#### 装甲車両
- CV90 ×246両（調達中）[5]
- パンデュール II ×126
- BVP-2
- BVP-1
- イヴェコ LMV ×210
- LAPV軽装甲車 ×5
- BRDM-2
- ディンゴ 2 ×21
- Nexter Titus ×62

#### 火砲
- ダナ 152mm自走榴弾砲 ×53
- カエサル 155mm自走榴弾砲 ×62門調達中
- SPM-85 PRAM-S ×8

### 空軍

#### 戦闘機
- JAS 39C/D ×14
- L-159A ×16
- F-35A ×24機調達中

#### 輸送機
- C-295M ×6
- L-410UVP/FG ×6
- エアバスA319 ×2

#### 練習機
- L-39NG ×4機調達中
- L-159T1/T2 ×8
- Zlin Z 142CAF ×8
- Eurostar EV97 ×1

#### 回転翼機
- AH-1Z ×10
- UH-1Y ×10
- Mi-171Sh ×15
- Mi-17 ×11
- Mi-8 ×1
- W-3 ×10

小火器についてはチェスカー・ズブロヨフカ国営会社製品を多用している。

## 制服

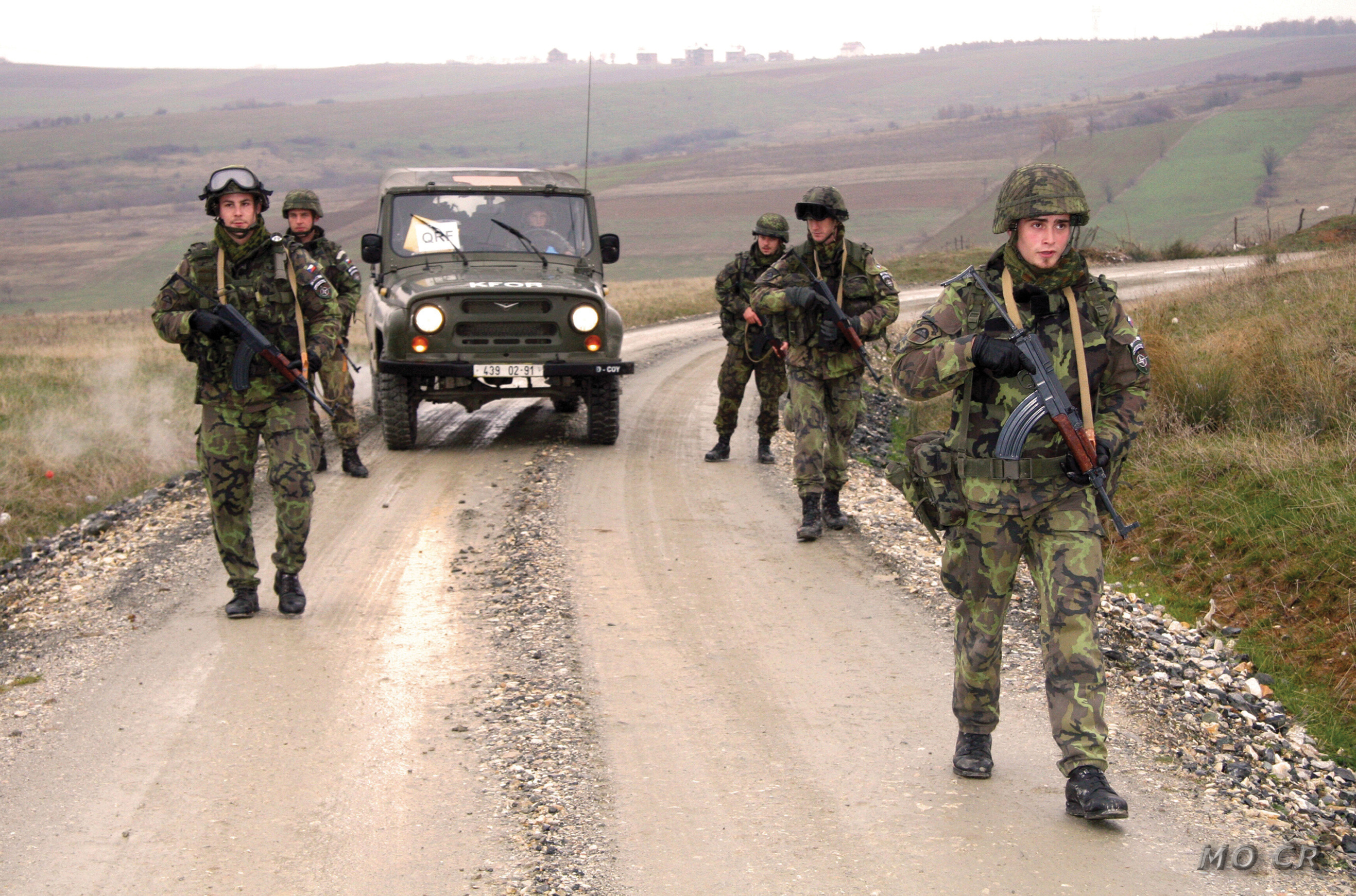
一般的な迷彩服。標準的なアサルトライフルであるVz 58を携行している。後方の車両はソ連のウリヤノフスク自動車工場で開発されたUAZ-469である。
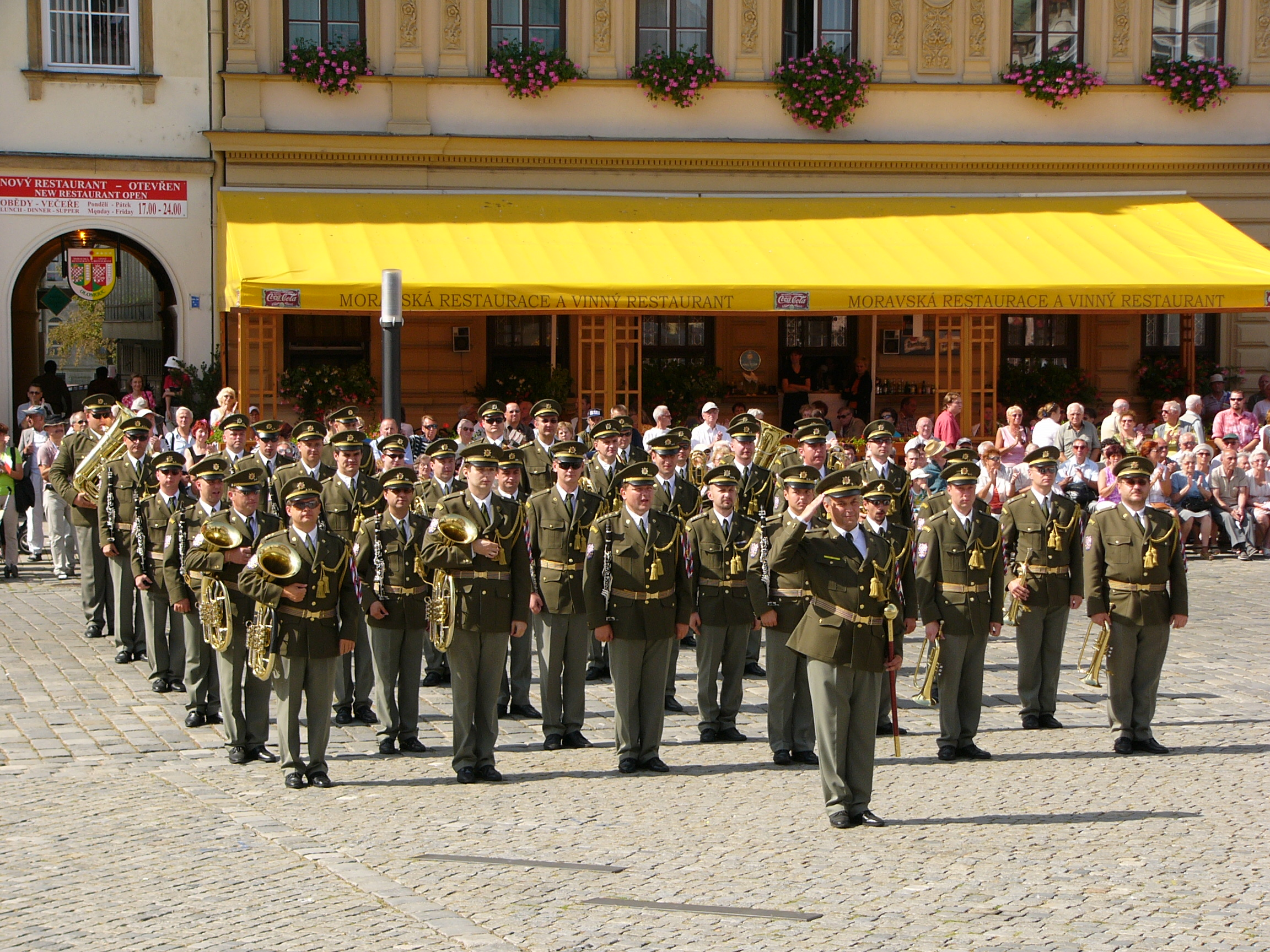
軍楽隊
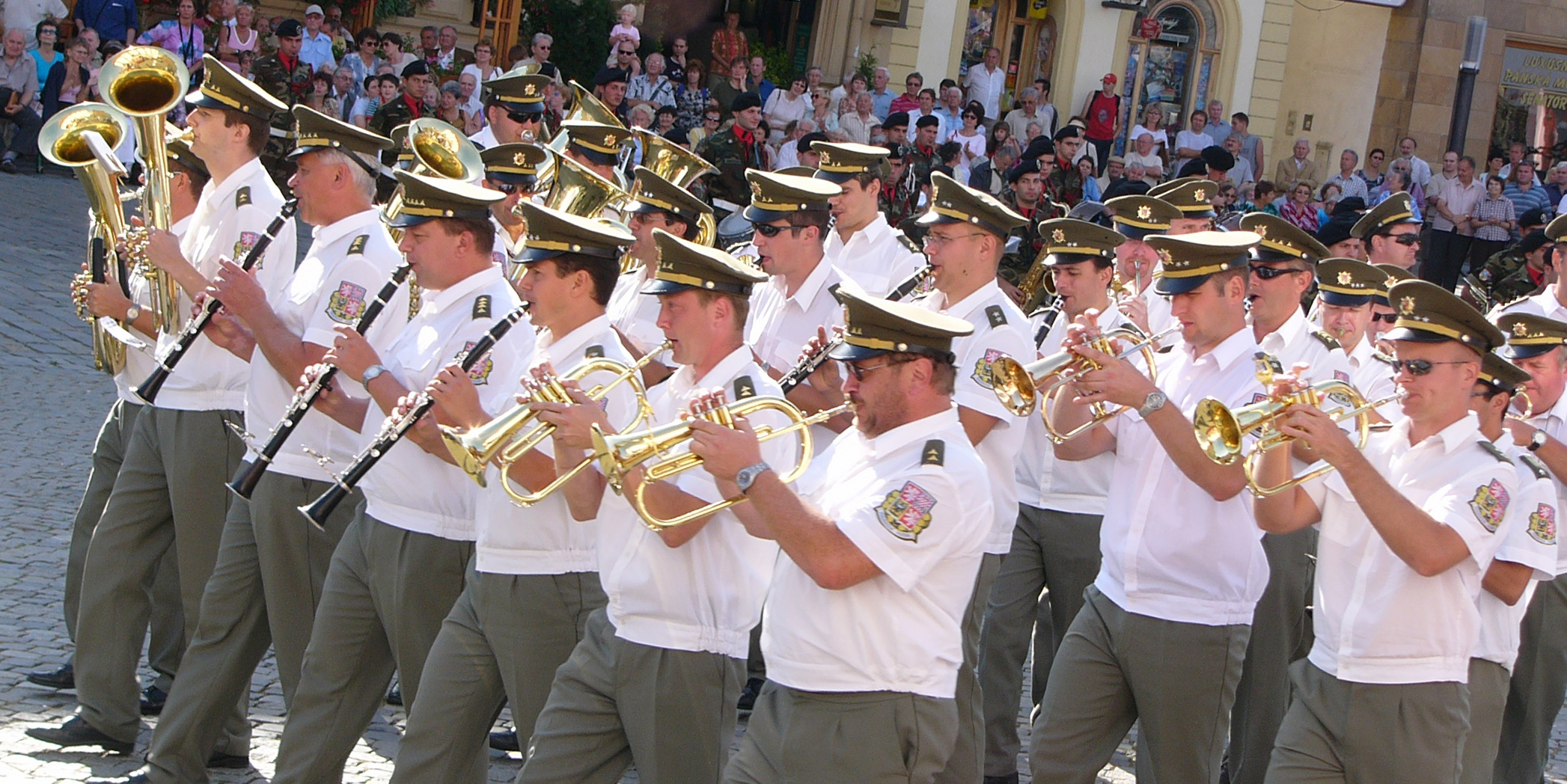
軍楽隊
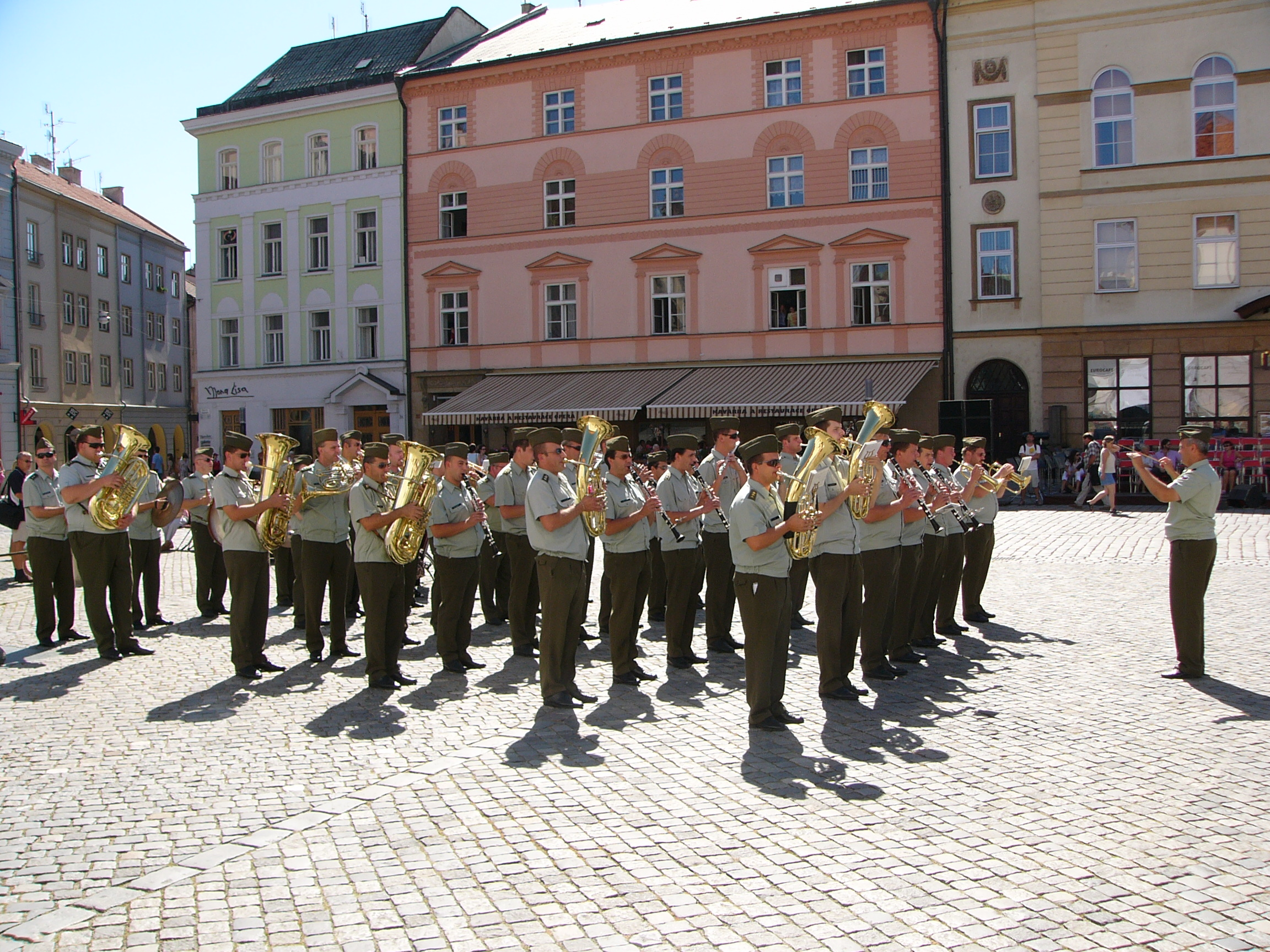
軍楽隊
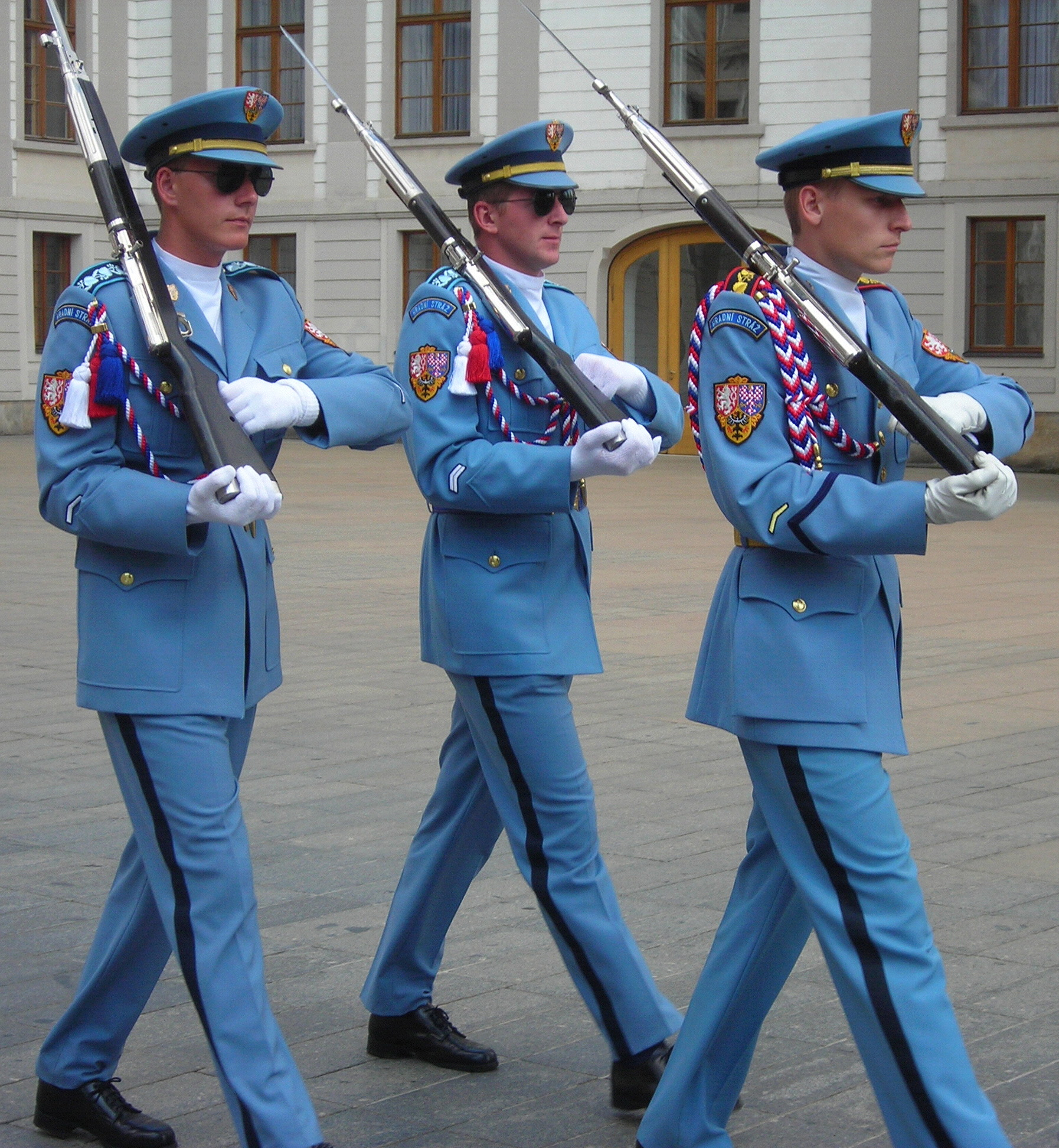
プラハ城の衛兵。vz. 52小銃を持っている。

## 階級
将官は大将以下の4階級となっており、2012年には22人。佐官、尉官は3階級で2140人、3318人となっている。准士官（Praporčík）は5階級、6052人。下士官は3階級7399人、兵は2階級1158人。
歴史上は、元帥（Polní Zbrojmistr）、次帥（Polní Podmaršálek）などを含めて将官が10階級、尉官が5階級など細分化されていた。但し全てが同時に存在したわけではない。
|          | 兵     | 兵     | 下士官 | 下士官 | 下士官 | 准士官 | 准士官 | 准士官 | 准士官   | 准士官 |
| -------- | ------ | ------ | ------ | ------ | ------ | ------ | ------ | ------ | -------- | ------ |
| 陸軍     |        |        |        |        |        |        |        |        |          |        |
| 空軍     |        |        |        |        |        |        |        |        |          |        |
| 名称     | 初年兵 | 二等兵 | 一等兵 | 上等兵 | 兵長   | 伍長   | 軍曹   | 曹長   | 上級曹長 | 准尉   |
| NATO符号 | OR-1   | OR-1   | OR-2   | OR-3   | OR-4   | OR-5   | OR-6   | OR-7   | OR-8     | OR-9   |

|          | 尉官 | 尉官 | 尉官 | 佐官 | 佐官 | 佐官 | 将官 | 将官 | 将官 | 将官 |
| -------- | ---- | ---- | ---- | ---- | ---- | ---- | ---- | ---- | ---- | ---- |
| 陸軍     |      |      |      |      |      |      |      |      |      |      |
| 空軍     |      |      |      |      |      |      |      |      |      |      |
| 名称     | 少尉 | 中尉 | 大尉 | 少佐 | 中佐 | 大佐 | 准将 | 少将 | 中将 | 大将 |
| NATO符号 | OF-1 | OF-1 | OF-2 | OF-3 | OF-4 | OF-5 | OF-6 | OF-7 | OF-8 | OF-9 |